# Suzie Toase
Suzanne Toase, detta Suzie (Londra, 6 giugno 1968), è un'attrice britannica, attiva in campo teatrale, televisivo e cinematografico.

## Biografia
Nota soprattutto per aver interpretato Alecto Carew negli ultimi tre film della saga di Harry Potter, Suzie Toase è attiva prevalentemente in campo teatrale. Nel 2011 recitò nella prima londinese della commedia One Man, Two Governors al National Theatre di Londra e poi all'Adelphi Theatre; l'anno successivo fece anche il suo debutto a Broadway con la stessa pièce. Nel 2019 recitò invece nella commedia di Noël Coward Il divo Garry in scena all'Old Vic di Londra con Andrew Scott.

## Filmografia

### Cinema
- Harry Potter e il principe mezzosangue (Harry Potter and the Half-Blood Prince), regia di David Yates (2009)
- Harry Potter e i Doni della Morte - Parte 1 (Harry Potter and the Deathly Hallows - Part 1), regia di David Yates (2010)
- Harry Potter e i Doni della Morte - Parte 2 (Harry Potter and the Deathly Hallows - Part 2), regia di David Yates (2011)
- Emma., regia di Autumn de Wilde (2020)

### Televisione
- IT Crowd - serie TV, 1 episodio (2008)
- Hotel Babylon - serie TV, 2 episodi (2009)